# Phoberia basigutta
Phoberia basigutta är en fjärilsart som beskrevs av Walker 1869. Phoberia basigutta ingår i släktet Phoberia och familjen nattflyn. Inga underarter finns listade i Catalogue of Life.